# Joachim Kayi Sanda
Pour les articles homonymes, voir Sanda.
Joachim Kayi Sanda, né le 29 novembre 2006 à Antony (France), est un footballeur français évoluant au poste de défenseur central au Southampton FC.